# Адаменко, Иван Фёдорович
Иван Фёдорович Ада́менко (1917—1992) — бригадир колхоза «Память Ленина» Куйтунского района Иркутской области, Герой Социалистического Труда (1972) .

## Биография
Родился в 1917 году в селе Малая Кочерма Куйтунского района Иркутской области.
С 1930 года — на хозяйственной, общественной и политической работе. В 1930—1977 гг. — колхозник, участник Великой Отечественной войны, колхозник, бригадир Тулинской бригады, бригадир колхоза «Память Ленина» Куйтунского района.

### Трудовой подвиг
Указом Президиума Верховного Совета СССР от декабря 1972 года присвоить звание Героя Социалистического Труда с вручением ордена Ленина и золотой медали «Серп и молот» Ивану Федоровичу Адаменко, бригадиру колхоза «Память Ленина» Куйтунского района Иркутской области, — за трудовую доблесть на уборке урожая.